# Ruski nogometni savez
Ruski nogometni savez (ruski: Российский Футбольный Союз) je najviše nogometno tijelo u Rusiji. Sjedište nogometnog saveza je u Moskvi.
Ruski nogometni savez je osnovan 1912. godine. Član FIFA-e je postao 1912., a UEFA-e od 1954. godine.
Pod kontrolom Ruskog nogometnog saveza su i nacionalne reprezentacije: muška, ženska te ostale reprezentacije u juniorskim kategorijama: muške U-21, U-19, U-17 i ženske U-19, U-17.

## Poveznice
- Ruska nogometna reprezentacija
- Prva ruska nogometna liga
- Druga ruska nogometna liga
- Ruski nogometni kup
- Ruski nogometni superkup

## Vanjske poveznice
- Službena stranica ruskog nogometnog saveza
- Rusija na službenoj stranici FIFA-e  Arhivirana inačica izvorne stranice od 1. srpnja 2008. (Wayback Machine)
- Rusija na službenoj stranici UEFA-e